# Calodexia major
Calodexia major là một loài ruồi trong họ Tachinidae.